# Lehen na Pohorju
Lehen na Pohorju este o localitate din comuna Podvelka, Slovenia, cu o populație de 183 de locuitori.